# André Krzatala
André Krzatala (* 16. Januar 1990) ist ein deutscher Fußballspieler. Er spielt seit Sommer 2009 für die TuS Pewsum.

## Karriere
Krzatala kam 2006 von Frisch Auf Wybelsum zu Kickers Emden. Bis 2009 spielte er in der Jugend. In der Saison 2008/09 gehörte er auch zum Kader der ersten Mannschaft und bestritt ein Spiel in der Dritten Liga. 2009 wechselte er in die Landesliga Niedersachsen zur TuS Pewsum.